# Svjetska antidopinška agencija
Svjetska antidopinška agencija (francuski: Agence mondiale antidopage, AMA; engleski: World Anti-Doping Agency, WADA) neovisna je organizacija čija je uloga promicanje i koordinacija borbe protiv uporabe droga u sportu. Agenciju je pokrenuo Međunarodni olimpijski odbor 1999. godine u Lausanni, a danas se sjedište nalazi u Kanadi.
Slogan organizacije je „Play True” ("igraj pošteno"). Od 2002. godine sjedište agencije prebačeno je u kanadski grad Montreal.
Glavni dokument WADA-e je Svjetski antidopinški kodeks koji je usvojilo više od 600 sportskih organizacija diljem svijeta, uključujući razne svjetske sportske federacije, druge antidopinške agencije, MOO, Međunarodni paraolimpijski odbor i druge. Dana, 26. studenog 2019. donesena je nova inačica Kodeksa koja je stupila na snagu 1. siječnja 2021. Širom svijeta dopinške kontrole ili testiranja sportaša odvijaju se u skladu s Kodeksom i Međunarodnim standardom za testiranje. Sportaši koji se natječu na međunarodnoj ili nacionalnoj razini mogu biti testirani bilo kad i bilo gdje. Posebno obučeni akreditirani kontrolori provode testiranja.